# Dezső Gyarmati
Dezső Gyarmati (Miškolc, 23. listopada 1927.) je bivši mađarski vaterpolist.
Najuspješniji je vaterpolist na OI općenito.
S Mađarskom je kao igrač na 1952., 1956. i 1964. osvojio zlatna odličja. Na 1948. je osvojio srebrno odličje, a na 1960. je osvojio broncu.
Na europskim prvenstvima 1954. i 1962. je bio prvakom.
Nakon što je 1956.  mađarska revolucija bila ugušena, Gyarmati je bio među sedmoricom igrača, koji se nakon olimpijskih igara nisu vratili u Mađarsku.
Sa svojih isplivavanih 58,5 sekunda na 100 metara ubrajao se među najbrže vaterpoliste na svijetu u svoje vrijeme.
Sudjelovao je na 108 utakmica za Mađarsku.
Kao trener, vodio je mađarsku predstavničku vrstu do zlatnog odličja na OI 1976., do mjesta doprvaka na OI 1972. i bronce na OI 1980.
Bio je oženjen s mađarskom plivačicom, također olimpijskom pobjednicom Évom Székely. Njihova kćer Andrea je bila europskom plivačkom prvakinjom 1970., a na OI 1972. je osvojila dva odličja.
1975. je izabran u Dvoranu slavnih za plivačke športove. Također, i njegova supruga i kćer su bile ovim statusom počašćene.
Objavio je 2006. godine, s Gergelyem Csurkom knjigu o vaterpolskom turniru na olimpijskim igrama 1956.

## Vanjske poveznice
- Životopis
- Dezső Gyarmati na ISHOF-u Arhivirana inačica izvorne stranice od 22. lipnja 2006. (Wayback Machine)